# Sandy Reed
Sandy Reed, auch Cassandra Reed (* 15. Juli 1968 in New York City) ist eine deutschamerikanische Soul- und Popsängerin.

## Leben
Reed wuchs als Kind deutsch-amerikanischer Eltern in Köln auf. Im Alter von 14 Jahren begann sie, Saxophon zu spielen, und im Alter von 16 Jahren nahm sie Gesangsunterricht. Später trat sie vor allem in Köln mit verschiedenen Jazz-Bands auf. Reed wurde 1989 von Peter Herbolzheimer entdeckt und wurde Teil der Revue-Cast Das Deutschland-Lied. Von Trümmerstaub bis Trabiqualm von Dieter Flimm. Die Revue, die über 100 Aufführungen im Revue-Theater Sartory-Saal erlebte, behandelte 40 Jahre Bundesrepublik Deutschland. Im Jahr 1992 nahm Reed an der RTL-Castingshow Showmaster teil, in der neue Showmaster gesucht wurden. Zu den Herausforderungen an die Kandidaten gehörte auch ein Gesangsauftritt. Reed belegte einen der vorderen Plätze und machte Musikproduzenten auf sich aufmerksam.
Cold, die Single-Vorauskopplung ihres ersten Albums, konnte sich bereits Ende 1993 in den deutschen Charts platzieren. Im Sommer 1994 erschien bei WEA/Warner Music Reeds Debütalbum I Believe, das von Dieter Falk produziert wurde. Teile der Album-Aufnahmen entstanden in Miami, so arbeitete Reed bei den Titeln Just Can’t Get You Out Of My Mind und Hit And Run mit Inner Circle zusammen. Am Album waren zudem John Giblin und die Kick Horns beteiligt. Auch die zweite Single-Auskopplung Sweet Love, die Reed gemeinsam mit Dieter Falk schrieb, erreichte eine Platzierung in den deutschen Single-Charts. Besonders erfolgreich war Reed in Japan, wo I Believe Goldstatus erreichte. Im Jahr 1995 erreichte Sweet Love in Japan zudem die Nummer 1 der Charts. „In Japan löst sie [S.R.] so hysterische Fan-Aufläufe aus wie einst die Beatles“, schrieb der Focus. Reed ging in Japan 1996 auch auf Tournee.
Ihr zweites Album Reed Me entstand in New York; beteiligt waren unter anderem Andy Marvel, Peter Zizzo, Matt Noble und Bratt Lawrence. Es erschien 1996. Die Single Oops Baby Oops erreichte die deutschen Single-Charts. Ihr Titel God Has A Million Faces war 1996 im TV-Mehrteiler Der Schattenmann von Dieter Wedel zu hören; hier sang sie zudem das Lied Key To Your Heart ein. Reed sang auch den Titelsong der Fernsehserie Nikola.
Im Jahr 1998 gründete sie mit Peter Wieschermann ihren eigenen Musikverlag Big Balls Musik. Unter dem Namen Cassandra Reed nahm sie in London das gleichnamige Album auf, das jedoch nicht veröffentlicht wurde. Im Jahr 2003 unterzeichnete Reed einen Vertrag mit Peak Music und nahm das Album Cassandra Reed auf das von Jason Miles produziert wurde. Nach einer US-Tour produziert sie 2006 das Album Beautiful der Gruppe Blackstone, in der sie als Sängerin aktiv war. Seit Ende der 2000er-Jahre lebt Reed in New York.
In Zusammenarbeit mit Peter Monk entstanden als MP3-Downloads die Singles Window Pane (2013), Feeling so Alive (2013), One More Night (2014) und Feel the Music (2015).

## Diskografie

### Alben
- 1994: I Believe – bei Wea (Warner)
- 1996: Reed Me – bei Wea (Warner)
- 2003: Cassandra Reed (Peak Music)
- 2006: Beautiful (mit Blackstone)

### Singles
- 1993: Cold
- 1994: Hit and Run (feat. Inner Circle)
- 1994: Sweet Love
- 1994: This World is too Big For Me
- 1996: Oops Baby Oops
- 1996: Don’t Worry About It
- 2003: Colour of Love (als Cassandra Reed)
- 2003: Next Time (als Cassandra Reed)
- 2006: Come go with me (mit Blackstone)
- 2013: Window Pane (Peter Monk feat. Sandy Reed)
- 2013: Feeling So Alive (Peter Monk feat. Sandy Reed)
- 2014: One More Night (Peter Monk feat. Sandy Reed)
- 2015: Feel the Music (Peter Monk feat. Sandy Reed)